# Quinnimont
 (mars 2021).
Quinnimont est une communauté non-incorporée dans le comté de Fayette, en Virginie-Occidentale, aux  États-Unis. Située à une altitude de 386 mètres, elle est protégée au sein des parc national et réserve de New River Gorge. 